# Urânio (usurpador romano)
Urânio (em latim: Uranius) foi um usurpador romano citado na obra de Zósimo e que esteve ativo durante o reinado de Heliogábalo ou Alexandre Severo. Contudo, é possível que Zósimo tenha confundido o usurpador com Lúcio Júlio Aurélio Sulpício Severo Urânio Antonino (Lucius Julius Aurelius Sulpicius Severus Uranius Antoninus), que, de acordo com as evidências numismáticas, reinou em 254 (quase quarenta anos depois) na Síria romana. 
Ele era um sacerdote de uma religião local e se chamava originalmente Samsigéramo. Porém, não é claro se as moedas cunhadas na Síria são de fato da mesma pessoa citada nos textos. Se a data posterior for correta, é possível que Urânio tenha ajudado a defender o Império Romano do ataque de Sapor I (r. 240–270) do Império Sassânida.
Nada mais se sabe sobre ele.